# Movimento Popolare "Lettonia"
Il Movimento Popolare "Lettonia" (in lettone: Tautas Kustība "Latvijai" - TKL) era un partito politico attivo in Lettonia dal 1995 al 1998. È stato fondato su iniziativa di alcuni dissidenti dal Movimento dell'Indipendenza Nazionale Lettone, tra i quali Joachim Siegerist.
Dopo aver ottenuto un buon risultato alle elezioni parlamentari del 1995, in occasione delle quali ottenne il 14,9% dei voti, si ridimensionò fortemente alle successive elezioni parlamentari del 1998, quando conseguì l'1,7%, per poi scomparire dalla scena politica.